# Vrástama
Vrástama (Vrastama) är en ort i Grekland.   Den ligger i prefekturen Chalkidike och regionen Mellersta Makedonien, i den nordöstra delen av landet, 270 km norr om huvudstaden Aten. Vrástama ligger 450 meter över havet och antalet invånare är 700.
Terrängen runt Vrástama är kuperad. Runt Vrástama är det ganska glesbefolkat, med 21 invånare per kvadratkilometer. Närmaste större samhälle är Polýgyros, 8,0 km väster om Vrástama. I omgivningarna runt Vrástama växer i huvudsak blandskog.